# Teesport
Teesport är en av de tre största hamnanläggningarna i Storbritannien. Hamnanläggningen täcker 200 hektar land och ligger i Teesside vid Tees mynning, omkring 5 km öster om Middlesbrough. Årligen passerar över 6 000 fartyg och 56 miljoner ton last genom hamnen.